# Discografia di Luca Carboni
Questa pagina contiene la discografia del cantautore italiano Luca Carboni.

## Album

### Album in studio
| Anno | Titolo e dettagli dell'album                                                                               | Posizioni massime in classifica | Posizioni massime in classifica |
| Anno | Titolo e dettagli dell'album                                                                               | ITA                             | CHE                             |
| ---- | --- | ------------------------------- | ------------------------------- |
| 1984 | ...intanto Dustin Hoffman non sbaglia un film - Pubblicato: 27 gennaio - Etichetta: RCA - Lingua: italiana | —                               | —                               |
| 1985 | Forever - Pubblicato: 3 settembre - Etichetta: RCA - Lingua: italiana                                      | —                               | —                               |
| 1987 | Luca Carboni - Pubblicato: 3 settembre - Etichetta: RCA - Lingua: italiana                                 | —                               | —                               |
| 1989 | Luca Carboni - Pubblicato: - Etichetta: RCA - Lingua: spagnola                                             | —                               | —                               |
| 1989 | Persone silenziose - Pubblicato: 24 novembre - Etichetta: RCA - Lingua: italiana                           | —                               | —                               |
| 1992 | Carboni - Pubblicato: 10 gennaio - Etichetta: RCA - Lingua: italiana                                       | 1                               | 31                              |
| 1995 | MONDO world welt monde - Pubblicato: 12 ottobre - Etichetta: RCA - Lingua: italiana                        | 1                               | 27                              |
| 1995 | MUNDO world welt mondo - Pubblicato: ottobre - Etichetta: RCA - Lingua: spagnola                           | —                               | —                               |
| 1998 | Carovana - Pubblicato: 7 maggio - Etichetta: RCA - Lingua: italiana                                        | 3                               | 34                              |
| 2001 | LU*CA - Pubblicato: 26 ottobre - Etichetta: RCA - Lingua: italiana                                         | 1                               | 52                              |
| 2006 | ...le band si sciolgono - Pubblicato: 29 settembre - Etichetta: Sony Music - Lingua: italiana              | 3                               | —                               |
| 2009 | Musiche ribelli - Pubblicato: 16 gennaio - Etichetta: Sony Music - Lingua: italiana                        | 4                               | 92                              |
| 2011 | Senza titolo - Pubblicato: 13 settembre - Etichetta: Sony Music - Lingua: italiana                         | 6                               | —                               |
| 2015 | Pop-up - Pubblicato: 2 ottobre - Etichetta: Sony Music - Lingua: italiana                                  | 4                               | —                               |
| 2018 | Sputnik - Pubblicato: 8 giugno - Etichetta: Sony Music - Lingua: italiana                                  | 3                               | —                               |

### Raccolte
| Anno | Titolo e dettagli dell'album                                                          | Posizioni massime in classifica | Posizioni massime in classifica |
| Anno | Titolo e dettagli dell'album                                                          | ITA                             | CHE                             |
| ---- | ------------------------------------------------------------------------------------- | ------------------------------- | ------------------------------- |
| 1990 | L'avvenire - Pubblicato: - Etichetta: RCA - Lingua: italiana                          | —                               | —                               |
| 1999 | Il tempo dell'amore - Pubblicato: 22 ottobre - Etichetta: RCA - Lingua: italiana      | 11                              | 89                              |
| 2007 | Una rosa per te - Pubblicato: 16 novembre - Etichetta: RCA - Lingua: italiana         | 31                              | —                               |
| 2013 | Fisico & politico - Pubblicato: 1º ottobre - Etichetta: Sony Music - Lingua: italiana | 2                               | —                               |

### Album dal vivo, VHS e DVD
| Anno | Titolo e dettagli dell'album                                                    | Posizioni massime in classifica | Posizioni massime in classifica |
| Anno | Titolo e dettagli dell'album                                                    | ITA                             | CHE                             |
| ---- | ------------------------------------------------------------------------------- | ------------------------------- | ------------------------------- |
| 1993 | Diario Carboni - Pubblicato: 10 gennaio - Etichetta: RCA - Lingua: italiana     | 1                               | —                               |
| 1993 | Diario Carboni (VHS) - Pubblicato: 2 luglio - Etichetta: RCA - Lingua: italiana | —                               | —                               |
| 2002 | Autoritratto - Pubblicato: 6 dicembre - Etichetta: RCA - Lingua: italiana       | —                               | —                               |
| 2003 | Live - Pubblicato: 28 ottobre - Etichetta: RCA - Lingua: italiana               | 9                               | 94                              |

### Edizioni

#### Album studio
| Anno | Album                                         | Edizione                 | Formato                | Codice                                                                                             | Contenuto |
| ---- | --------------------------------------------- | ------------------------ | ---------------------- | -------------------------------------------------------------------------------------------------- | --- |
| 1984 | ...intanto Dustin Hoffman non sbaglia un film | Italian Normal Edition   | 33 giri                | PL70267                                                                                            | CD - MC - 33 giri con 9 tracce inedite |
| 1984 | ...intanto Dustin Hoffman non sbaglia un film | Italian Normal Edition   | 33 giri (2024)         | 19802816101                                                                                        | CD - MC - 33 giri con 9 tracce inedite |
| 1984 | ...intanto Dustin Hoffman non sbaglia un film | Italian Normal Edition   | MC                     | PK70267                                                                                            | CD - MC - 33 giri con 9 tracce inedite |
| 1984 | ...intanto Dustin Hoffman non sbaglia un film | Italian Normal Edition   | CD                     | PD70267 82876624432 (Ristampa 2004)                                                                | CD - MC - 33 giri con 9 tracce inedite |
| 1984 | ...intanto Dustin Hoffman non sbaglia un film | Italian Oro Edition      | CD                     | 74321848312 (Ristampa 2001)                                                                        | CD con 9 tracce inedite, rimasterizzato con tecnologia 24 bit, digipack cartonato |
| 1984 | ...intanto Dustin Hoffman non sbaglia un film | Edition 2024             | CD + 45 giri           | 19802816122                                                                                        | CD+45 giri con Ci stiamo sbagliando e Giovani disponibili |
| 1985 | Forever                                       | Italian Normal Edition   | 33 giri                | PL70846                                                                                            | CD - MC - 33 giri con 8 tracce inedite |
| 1985 | Forever                                       | Italian Normal Edition   | 2 33 giri (2024)       | 19802842711                                                                                        | CD - MC - 33 giri con 8 tracce inedite |
| 1985 | Forever                                       | Italian Normal Edition   | MC                     | PK70846                                                                                            | CD - MC - 33 giri con 8 tracce inedite |
| 1985 | Forever                                       | Italian Normal Edition   | CD                     | PD70846 74321450682 (Ristampa 1996)                                                                | CD - MC - 33 giri con 8 tracce inedite |
| 1985 | Forever                                       | Italian Oro Edition      | CD                     | 74321872252 (Ristampa 2003)                                                                        | CD con 8 tracce inedite, rimasterizzato con tecnologia 24 bit, digipack cartonato |
| 1987 | Luca Carboni                                  | Italian Normal Edition   | 33 giri                | PL71276 208 903 (DEU)                                                                              | CD - MC - 33 giri con 9 tracce inedite |
| 1987 | Luca Carboni                                  | Italian Normal Edition   | 33 giri (2024)         | 19802842721                                                                                        | CD - MC - 33 giri con 9 tracce inedite |
| 1987 | Luca Carboni                                  | Italian Normal Edition   | MC                     | PK71276 PK71276 (DEU)                                                                              | CD - MC - 33 giri con 9 tracce inedite |
| 1987 | Luca Carboni                                  | Italian Normal Edition   | CD                     | PD71276 82876624432 (Ristampa 2004) 258 903 (DEU)                                                  | CD - MC - 33 giri con 9 tracce inedite |
| 1987 | Luca Carboni                                  | Italian Oro Edition      | CD                     | 74321788452 (Ristampa 2000)                                                                        | CD con 9 tracce inedite, rimasterizzato con tecnologia 24 bit, digipack cartonato |
| 1987 | Luca Carboni                                  | Edition 2024             | CD + 45 giri           | 19802816122                                                                                        | CD+45 giri con Silvia lo sabe e El autobus de noche |
| 1989 | Luca Carboni                                  | Spanish Normal Edition   | 33 giri                | PL74018 NL71276 (ESP)                                                                              | CD - MC - 33 giri con 9 tracce inedite in lingua spagnola |
| 1989 | Luca Carboni                                  | Spanish Normal Edition   | MC                     | PK74018 NK71276 (ESP)                                                                              | CD - MC - 33 giri con 9 tracce inedite in lingua spagnola |
| 1989 | Luca Carboni                                  | Spanish Normal Edition   | CD                     | PD74018 - 0035627401824 ND71276 (ESP)                                                              | CD - MC - 33 giri con 9 tracce inedite in lingua spagnola |
| 1989 | Persone silenziose                            | Italian Normal Edition   | 33 giri                | PL74310 210465 (DEU)                                                                               | CD - MC - 33 giri con 9 tracce inedite |
| 1989 | Persone silenziose                            | Italian Normal Edition   | MC                     | PK74310 410465 (DEU)                                                                               | CD - MC - 33 giri con 9 tracce inedite |
| 1989 | Persone silenziose                            | Italian Normal Edition   | CD                     | PD74310 260465 (DEU)                                                                               | CD - MC - 33 giri con 9 tracce inedite |
| 1989 | Persone silenziose                            | Italian Oro Edition      | CD                     | 74321918292 (Ristampa 2002)                                                                        | CD con 9 tracce inedite, rimasterizzato con tecnologia 24 bit, digipack cartonato |
| 1992 | Carboni                                       | Italian Normal Edition   | 33 giri                | PL75274                                                                                            | CD - MC - 33 giri con 9 tracce inedite |
| 1992 | Carboni                                       | Italian Normal Edition   | MC                     | PK75274                                                                                            | CD - MC - 33 giri con 9 tracce inedite |
| 1992 | Carboni                                       | Italian Normal Edition   | CD                     | PD75274 82876624432 (Ristampa 2004) 74321128052 (1993 NLD) 74321128052 (1993 DEU) GR322 (1996 GRC) | CD - MC - 33 giri con 9 tracce inedite |
| 1992 | Carboni                                       | Digipack Edition         | CD                     | 19658810862 (Ristampa 2023)                                                                        | |
| 1992 | Carboni                                       | Italian Oro Edition      | CD                     | 74321896022 (Ristampa 2001)                                                                        | CD con 9 tracce inedite, rimasterizzato con tecnologia 24 bit, digipack cartonato |
| 1995 | MONDO world welt monde                        | Italian Normal Edition   | 2 33 giri (2024)       | 19802842741                                                                                        | CD - MC - 33 giri con 13 tracce inedite |
| 1995 | MONDO world welt monde                        | Italian Normal Edition   | MC                     | 74321308954                                                                                        | CD - MC - 33 giri con 13 tracce inedite |
| 1995 | MONDO world welt monde                        | Italian Normal Edition   | CD                     | 74321308952 74321308962 (NLD) 74321308962 (DEU)                                                    | CD - MC - 33 giri con 13 tracce inedite |
| 1995 | MONDO world welt monde                        | Italian Oro Edition      | CD                     | 8287661498 (Ristampa 2004)                                                                         | CD con 13 tracce inedite, rimasterizzato con tecnologia 24 bit, digipack cartonato |
| 1995 | MUNDO world welt mondo                        | Argentin Normal Edition  | CD                     | 74321308952 (ARG)                                                                                  | CD con 13 tracce inedite in lingua spagnola |
| 1998 | Carovana                                      | Italian Normal Edition   | 33 giri (2024)         | 19802842751                                                                                        | CD - MC - 33 giri con 10 tracce inedite |
| 1998 | Carovana                                      | Italian Normal Edition   | MC                     | 74321582954                                                                                        | CD - MC - 33 giri con 10 tracce inedite |
| 1998 | Carovana                                      | Italian Normal Edition   | CD                     | 74321582952 74321585042 (NLD) 74321585042 (DEU)                                                    | CD - MC - 33 giri con 10 tracce inedite |
| 1998 | Carovana                                      | Promo Box Edition        | CD+MC                  | -                                                                                                  | Cofanetto cartonato promozionale non in vendita (per i giornalisti) composto da: - CD Carovana - CD singolo Le ragazze - MC Carovana - Stampa a colori (50x35) numerata e autografata - Foto su carta fotografica - Biografia - Cartella stampa - Appunti sull'album |
| 2001 | LU*CA                                         | Italian Normal Edition   | 33 giri (2024)         | 19802842671                                                                                        | CD - MC - 33 giri con 11 tracce inedite |
| 2001 | LU*CA                                         | Italian Normal Edition   | MC                     | 74321894524                                                                                        | CD - MC - 33 giri con 11 tracce inedite |
| 2001 | LU*CA                                         | Italian Normal Edition   | CD                     | 74321894522                                                                                        | CD - MC - 33 giri con 11 tracce inedite |
| 2006 | ...le band si sciolgono                       | Italian Normal Edition   | CD                     | 0828768714126                                                                                      | CD - 33 giri con 9 tracce inedite |
| 2006 | ...le band si sciolgono                       | Italian Normal Edition   | 33 giri (2024)         | 19802842761                                                                                        | CD - 33 giri con 9 tracce inedite |
| 2006 | ...le band si sciolgono                       | Italian Limited Edition  | CD+DVD                 | 0886970036924                                                                                      | Cofanetto in plastica in edizione limitata composto da: - CD ...le band si sciolgono - DVD con 3 videoclip: Malinconia - Sto pensando - La mia isola |
| 2006 | ...le band si sciolgono                       | Italian Digipack Edition | CD                     | 0886970910828 (Ristampa 2007)                                                                      | CD con 9 tracce inedite, digipack cartonato |
| 2009 | Musiche ribelli                               | Italian Normal Edition   | 33 giri                | 0886974149217                                                                                      | CD - 33 giri con 10 tracce cover |
| 2009 | Musiche ribelli                               | Italian Normal Edition   | CD                     | 0886974149224                                                                                      | CD - 33 giri con 10 tracce cover |
| 2009 | Musiche ribelli                               | Italian Digipack Edition | CD                     | 0886976542221 (Ristampa 2010)                                                                      | CD con 10 tracce cover, digipack cartonato |
| 2011 | Senza titolo                                  | Italian Normal Edition   | 33 giri                | 0886979588615                                                                                      | CD - 33 giri con 10 tracce inedite |
| 2011 | Senza titolo                                  | Italian Normal Edition   | CD                     | 0886979386921                                                                                      | CD - 33 giri con 10 tracce inedite |
| 2015 | Pop-up                                        | Italian Normal Edition   | 33 giri                | 0888751441118                                                                                      | CD - 33 giri con 11 tracce inedite |
| 2015 | Pop-up                                        | Italian Normal Edition   | CD                     | 0888751372726                                                                                      | CD - 33 giri con 11 tracce inedite |
| 2018 | Sputnik                                       | Italian Normal Edition   | 33 giri (vinile viola) | 0190758499819                                                                                      | CD - 33 giri con 9 tracce inedite |
| 2018 | Sputnik                                       | Italian Normal Edition   | CD                     | 0190758499727                                                                                      | CD - 33 giri con 9 tracce inedite |

#### Album raccolta
| Anno | Album               | Edizione                      | Formato                         | Codice                              | Contenuto |
| ---- | ------------------- | ----------------------------- | ------------------------------- | ----------------------------------- | --- |
| 1990 | L'avvenire          | French Normal Edition         | 33 giri                         | PL74656 (FRA)                       | CD - 33 giri con 10 tracce riprese (4 riprese da ...intanto Dustin Hoffman non sbaglia un film, 2 da Forever, 4 riprese da Luca Carboni)                                                      |
| 1990 | L'avvenire          | French Normal Edition         | CD                              | PD74656 (FRA)                       | CD - 33 giri con 10 tracce riprese (4 riprese da ...intanto Dustin Hoffman non sbaglia un film, 2 da Forever, 4 riprese da Luca Carboni)                                                      |
| 1999 | Il tempo dell'amore | Italian Normal Edition (2000) | MC                              | 74321710914 (ITA)                   | CD - MC - 33 giri con 18 tracce (2 inedite, 16 riprese) |
| 1999 | Il tempo dell'amore | Italian Normal Edition (2000) | CD                              | 74321710912 (ITA)                   | CD - MC - 33 giri con 18 tracce (2 inedite, 16 riprese) |
| 1999 | Il tempo dell'amore | Italian Normal Edition (2000) | 2 33 giri (vinile giallo, 2023) | 196587708115                        | CD - MC - 33 giri con 18 tracce (2 inedite, 16 riprese) |
| 1999 | Il tempo dell'amore | Foreign Normal Edition        | CD                              | 74321731642 (NLD) 74321733492 (DEU) | CD con 18 tracce (2 inedite, 16 riprese) Copertina diversa |
| 1999 | Il tempo dell'amore | Dual Disc Edition (2006)      | CD                              |                                     | Lato CD: CD Il tempo dell'amore - Lato DVD: 7 Videoclip Ci stiamo sbagliando - Vieni a vivere con me - Primavera - Ci vuole un fisico bestiale - Inno nazionale - Le ragazze - La mia ragazza |
| 2007 | Una rosa per te     | Italian Normal Edition        | 3 CD                            | 0886972006628 (ITA)                 | Cofanetto cartonato con 3 CD con 36 tracce (3 inedite, 33 riprese) |
| 2013 | Fisico & politico   | Italian Edition               | 33 giri                         | 0888837613514 (ITA)                 | CD - 33 giri con 12 tracce inedite (3 inedite, 9 riprese) |
| 2013 | Fisico & politico   | Italian Edition               | 33 giri (vinile blu, 2023)      | 0196588149818                       | CD - 33 giri con 12 tracce inedite (3 inedite, 9 riprese) |
| 2013 | Fisico & politico   | Italian Edition               | CD                              | 0888837613521 (ITA)                 | CD - 33 giri con 12 tracce inedite (3 inedite, 9 riprese) |

#### Album live, VHS e DVD
| Anno | Album                    | Edizione                               | Formato | Codice                              | Contenuto |
| ---- | ------------------------ | -------------------------------------- | ------- | ----------------------------------- | --- |
| 1992 | La mia città (Videoclip) | Normal Edition                         | VHS     | LC 001 (ITA)                        | VHS promozionale regalata a tutti coloro che acquistavano CD, 33 giri o MC dell'album Carboni                                                                         |
| 1993 | Diario Carboni           | Italian Normal Edition                 | MC      | 74321155294 (ITA)                   | CD - MC con 14 tracce (5 inediti, 1 inedito live, 3 remix, 5 live) |
| 1993 | Diario Carboni           | Italian Normal Edition                 | CD      | 74321155292 (ITA)                   | CD - MC con 14 tracce (5 inediti, 1 inedito live, 3 remix, 5 live) |
| 1993 | Diario Carboni           | Digipack Edition                       | CD      | 19658810852 (Ristampa 2023)         | CD - MC con 14 tracce (5 inediti, 1 inedito live, 3 remix, 5 live) |
| 1993 | Diario Carboni           | Italian Digipack Edition               | MC      | 74321155294 (ITA)                   | Cofanetto cartonato composto da: - CD o MC Diario Carboni - Diario |
| 1993 | Diario Carboni           | Italian Digipack Edition               | CD      | 74321155292 (ITA)                   | Cofanetto cartonato composto da: - CD o MC Diario Carboni - Diario |
| 1993 | Diario Carboni           | Foreign Normal Edition (Febbraio 1994) | 33 giri | 74321185501 (GRC)                   | 33 giri - CD con 14 tracce (5 inediti, 1 inedito live, 3 remix, 5 live) Copertina diversa e traccia Mix 1992 (Le storie d'amore+Puttane e spose) leggermente diversa. |
| 1993 | Diario Carboni           | Foreign Normal Edition (Febbraio 1994) | CD      | 74321185502 (NLD) 74321185502 (DEU) | 33 giri - CD con 14 tracce (5 inediti, 1 inedito live, 3 remix, 5 live) Copertina diversa e traccia Mix 1992 (Le storie d'amore+Puttane e spose) leggermente diversa. |
| 1993 | Diario Carboni (VHS)     | Normal Edition                         | VHS     | 0685738131433 (ITA)                 | VHS con 15 tracce live Concerti 1992 Bologna (15 aprile), Salerno (12 giugno), Bologna (14 agosto) Ci vuole un fisico bestiale Tour 1992                              |
| 2002 | Autoritratto             | Normal Edition                         | DVD     | 0743219764799 (ITA)                 | DVD con 10 videoclip dal 1984 al 2001 + 3 extra |
| 2003 | Live                     | Italian Normal Edition                 | 2 MC    | 82876569474 (ITA)                   | Cofanetto plastificato con 2 CD o MC con 30 tracce live |
| 2003 | Live                     | Italian Normal Edition                 | 2 CD    | 82876569472 (ITA)                   | Cofanetto plastificato con 2 CD o MC con 30 tracce live |

## Cofanetti
| Anno | Album                            | Formato | Codice        | Contenuto |
| ---- | -------------------------------- | ------- | ------------- | --- |
| 2001 | Luca Carboni - Golden Collection | 3 CD    | 8012960110622 | Cofanetto cartonato composto da: - CD: ...intanto Dustin Hoffman non sbaglia un film - CD: Forever - CD: Luca Carboni                                                       |
| 2010 | Luca Carboni - 6 Album originali | 6 CD    | 0886978069825 | Cofanetto cartonato composto da: - CD: ...intanto Dustin Hoffman non sbaglia un film - CD: Forever - CD: Luca Carboni - CD: Persone silenziose - CD: Carboni - CD: Carovana |
| 2012 | Luca Carboni: I grandi successi  | 3 CD    | 0886919689723 | Cofanetto cartonato composto da 3 CD con 36 brani |

## Singoli

### Singoli in radio
| Anno | Titolo                                                        | Album                                         |
| ---- | ------------------------------------------------------------- | --------------------------------------------- |
| 1984 | Ci stiamo sbagliando                                          | ...intanto Dustin Hoffman non sbaglia un film |
| 1984 | Fragole buone buone                                           | ...intanto Dustin Hoffman non sbaglia un film |
| 1985 | Sarà un uomo                                                  | Forever                                       |
| 1987 | Silvia lo sai                                                 | Luca Carboni                                  |
| 1987 | Farfallina                                                    | Luca Carboni                                  |
| 1987 | Vieni a vivere con me                                         | Luca Carboni                                  |
| 1988 | Lungomare                                                     | Luca Carboni                                  |
| 1990 | Te che non so chi sei                                         | Persone silenziose                            |
| 1990 | Primavera                                                     | Persone silenziose                            |
| 1992 | Ci vuole un fisico bestiale                                   | Carboni                                       |
| 1992 | Le storie d'amore                                             | Carboni                                       |
| 1992 | Mare mare                                                     | Carboni                                       |
| 1992 | La mia città                                                  | Carboni                                       |
| 1993 | Faccio i conti con te                                         | Diario Carboni                                |
| 1993 | Sarà un uomo (Live)                                           | Diario Carboni                                |
| 1993 | Il mio cuore fa ciock                                         | Diario Carboni                                |
| 1995 | Inno nazionale                                                | MONDO world welt monde                        |
| 1995 | Non è                                                         | MONDO world welt monde                        |
| 1995 | Pregare per il mondo                                          | MONDO world welt monde                        |
| 1996 | Virtuale                                                      | MONDO world welt monde                        |
| 1998 | Le ragazze                                                    | Carovana                                      |
| 1998 | Colori                                                        | Carovana                                      |
| 1999 | La mia ragazza                                                | Il tempo dell'amore                           |
| 2001 | Mi ami davvero                                                | LU*CA                                         |
| 2002 | La nostra storia                                              | LU*CA                                         |
| 2003 | Settembre                                                     | Live                                          |
| 2006 | Malinconia                                                    | ...le band si sciolgono                       |
| 2006 | Lampo di vita                                                 | ...le band si sciolgono                       |
| 2007 | Le band                                                       | ...le band si sciolgono                       |
| 2007 | La mia isola                                                  | ...le band si sciolgono                       |
| 2007 | C'è                                                           | Una rosa per te                               |
| 2008 | Segni del tempo                                               | Una rosa per te                               |
| 2009 | Ho visto anche degli zingari felici (con Riccardo Sinigallia) | Musiche ribelli                               |
| 2009 | Raggio di sole                                                | Musiche ribelli                               |
| 2009 | Eppure soffia                                                 | Musiche ribelli                               |
| 2009 | Domani 21/04.2009 (con Artisti Uniti per l'Abruzzo)           | Domani 21/04.2009 (CD singolo benefico)       |
| 2009 | Venderò                                                       | Musiche ribelli                               |
| 2011 | Fare le valigie                                               | Senza titolo                                  |
| 2011 | Cazzo che bello l'amore                                       | Senza titolo                                  |
| 2011 | Riccione-Alexander Platz                                      | Senza titolo                                  |
| 2012 | Per tutto il tempo                                            | Senza titolo                                  |
| 2013 | Fisico & politico (con Fabri Fibra)                           | Fisico & politico                             |
| 2013 | Persone silenziose (con Tiziano Ferro)                        | Fisico & politico                             |
| 2014 | C'è sempre una canzone                                        | Fisico & politico                             |
| 2014 | Ci vuole un fisico bestiale (con Jovanotti)                   | Fisico & politico                             |
| 2014 | I baci vietati (con Perturbazione)                            | Musica X (dei Perturbazione)                  |
| 2014 | E io ci sto                                                   | Solo con io (album tributo a Rino Gaetano)    |
| 2015 | Da lontano (con Alice)                                        | Weekend (di Alice)                            |
| 2015 | Luca lo stesso                                                | Pop-up                                        |
| 2016 | Bologna è una regola                                          | Pop-up                                        |
| 2016 | Fuori da qui (con Jake La Furia)                              | Fuori da qui (di Jake La Furia)               |
| 2016 | Happy                                                         | Pop-up                                        |
| 2016 | Il mio cuore fa ciock (con Squalo Iaco)                       | Marco e basta (di Squalo Iaco)                |
| 2016 | Milano                                                        | Pop-up                                        |
| 2016 | Come la neve (con Boosta)                                     | La stanza intelligente (di Boosta)            |
| 2018 | Una grande festa                                              | Sputnik                                       |
| 2018 | Facile (con Lo Stato Sociale)                                 | Primati                                       |
| 2018 | Io non voglio                                                 | Sputnik                                       |
| 2019 | Ogni cosa che tu guardi                                       | Sputnik                                       |
| 2019 | C'è da fare (con Kessisoglu & Friends per Genova)             | C'è da fare (CD singolo benefico)             |
| 2019 | Prima di partire (con Giorgio Poi)                            | Sputnik (versione digitale)                   |
| 2020 | Canzone sbagliata (con Danti e Shade)                         |                                               |
| 2020 | Ma il cielo è sempre blu (con Italian Allstars 4 Life)        | versione digitale (singolo benefico)          |
| 2020 | La canzone dell'estate                                        | La canzone dell'estate (versione digitale)    |
| 2024 | San Luca (con Cesare Cremonini)                               | Alaska Baby                                   |

### Singoli incisi su supporti audio Italia
Singoli estratti da album
| Anno | Singolo | Codice Sony Music |
| ---- | --- | ----------------- |
| 1981 | L.N. - Odore d'inverno (con Teobaldi Rock) | B-0787 (45 giri)  |
| 1984 | Ci stiamo sbagliando - Giovani disponibili | PB6743 (45 giri)  |
| 1985 | Sarà un uomo | PT7509 (33 giri)  |
| 1991 | Ci vuole un fisico bestiale | PD7717            |
| 1992 | La mia città | PD7750            |
| 1992 | Baila Sad Jack (Remix) - L'amore che cos'è | PD7772            |
| 1992 | Mix 1992 (Le storie d'amore+Puttane e spose) | PD7767            |
| 1992 | Ci vuole un fisico bestiale (Minimal Version) - Ci vuole un fisico bestiale (Cool Version) - Mare mare (Bologna-Riccione) - Ci vuole un fisico bestiale (Instrumental)                                                                | PT45412           |
| 1992 | Mare mare (Bologna-Riccione) (Black Box Remix) - Mare mare (Bologna-Riccione) (Radio Remix) - Mare mare (Bologna-Riccione) (Black Box Instum) - Mare mare (Bologna-Riccione) (A Cappella) - Mare mare (Bologna-Riccione) (LP Version) | 74321102522       |
| 1993 | Faccio i conti con te - Sarà un uomo (Live) | 74321157572       |
| 1993 | Il mio cuore fa ciok | 74321183552       |
| 1993 | Vedo risorgere il sole - O è Natale tutti i giorni (Live) | 74321175612       |
| 1994 | Spider - Spider (remix) - Faccio i conti con te (Remix) | 74321213722       |
| 1994 | Mar el mar (Remix spagnolo) | 74321252122       |
| 1995 | Inno nazionale | 74321319202       |
| 1995 | Inno nazionale - Himno hipernational - Ci vuole un fisico bestiale | 74321319882       |
| 1995 | Ni na na | 74321341312       |
| 1996 | Onda | 74321382012       |
| 1996 | Non è | 74321348202       |
| 1996 | Non è (Giorgino remix) | 74321393542       |
| 1996 | Virtuale (Acoustic Version) - Ni na na (Live) - Pregare per il mondo (Live) - Ni na na (Southern Version) - Le storie d'amore (Live)                                                                                                  | 74321406932       |
| 1998 | Colori | 74321602392       |
| 1998 | Ferite | 74321627212       |
| 1998 | Caldino | 74321648552       |
| 1998 | Macedonia polare | 74321660252       |
| 1998 | Le ragazze (Vox Carboni) - Le ragazze (Instrumental) | 74321607412       |
| 1998 | Le ragazze - Le ragazze (Instrumental) | 74321578492       |
| 1999 | La mia ragazza | 74321710902       |
| 1999 | Il tempo dell'amore | 74321731722       |
| 2000 | Mare mare (Bologna-Riccione) (Maremix 123 Bpm) - Mare mare (Bologna-Riccione) (Sea Sea Remix 100) - Mare mare (Bologna-Riccione) (Ibiza Radio Mix) - Mare mare (Bologna-Riccione) (Main 12 Mix)                                       | 74321756212       |
| 2001 | Mi ami davvero | 74321887272       |
| 2002 | La nostra storia | 74321918022       |
| 2002 | Le parole | 74321939602       |
| 2002 | Stellina (dei cantautori) | 74321020023       |
| 2003 | Settembre | 74321030098       |
| 2004 | Farfallina (Live) | 74321040005       |
| 2006 | Malinconia | 82876897502       |
| 2006 | Lampo di vita | 8697037892        |
| 2007 | Le band | 88697044652       |
| 2007 | La mia isola | 88697118862       |
| 2007 | C'è | 88697203542       |
| 2009 | Ho visto anche degli zingari felici (con Riccardo Sinigallia) | T80FDD00189       |

Singoli per iniziative benefiche
| Anno | Singolo | Codice        |
| ---- | --- | ------------- |
| 2009 | Domani 21/04.2009 (con Artisti Uniti per l'Abruzzo) - Domani 21/04.2009 (Instrumental) - Domani 21/04.2009 (Videoclip) | 3259130001884 |

### Singoli incisi su supporti audio Estero
| Anno | Singolo | Codice            | Stato |
| ---- | --- | ----------------- | ----- |
| 1987 | Farfallina | 111677 (45 giri)  | DEU   |
| 1987 | Farfallina - Silvia lo sai | 111677 (45 giri)  | DEU   |
| 1989 | Silvia lo sabe | 0343 (45 giri)    | ESP   |
| 1989 | Silvia lo sabe - El autobus de noche                                                                                                 | PB42655 (45 giri) | ESP   |
| 1989 | Mariposa - Querido Jesus | PB43185 (45 giri) | ESP   |
| 1989 | Vente a vivir conmigo - Granos de trigo                                                                                              | PB42867 (45 giri) | ESP   |
| 1990 | Te che non so chi sei - Primavera | 113376 (45 giri)  | DEU   |
| 1992 | Mare mare (Bologna-Riccione) - Baila Sad Jack                                                                                        | 74321100832       | NLD   |
| 1992 | Mare mare (Bologna-Riccione) | 74321104192       | NLD   |
| 1993 | Le storie d'amore (Remix) - La mia città - Tempo che passi                                                                           | 74321170092       | DEU   |
| 1993 | Con te - Ciock - Mare mare (Bologna-Riccione) (Remix 94)                                                                             | 74321205142       | DEU   |
| 1993 | Farfallina (Live) - O è Natale tutti i giorni (Live) - Spider                                                                        | 74321184112       | DEU   |
| 1994 | Farfallina (Live) - Spider | 74321220972       | NLD   |
| 1995 | Nuevo mundo - Ni na na | 74321330862       | ESP   |
| 1995 | Virtuale - Pregare per il mondo - Non è                                                                                              | 74321318522       | DEU   |
| 1995 | Non è - Nuovo mondo - Kalore | 74321374842       | DEU   |
| 1996 | Virtuale (Acoustic Version) - Ni na na (Live) - Pregare per il mondo (Live) - Ni na na (Southern Version) - Le storie d'amore (Live) | 74321406932       | DEU   |
| 1997 | Mare mare (Bologna-Riccione) (Ionian Radio Mix) - Mare mare (Bologna-Riccione) (Ionian Extended)                                     |                   | GRC   |
| 1998 | La cravatta | 74321585032       | DEU   |
| 2000 | La mia ragazza - Non è - Il tempo dell'amore                                                                                         | 74321732692       | ESP   |

## Extended play
| Anno | Titolo e dettagli dell'album                                                                                           |
| ---- | --- |
| 2014 | Live Session (solo download digitale su Amazon) - Pubblicato: 27 marzo 2014 - Etichetta: Sony Music - Lingua: italiana |

## Videografia

### Album video
(da VHS  Diario Carboni, 1993)
| Anno | Titolo                       | Regista             |
| ---- | ---------------------------- | ------------------- |
| 1993 | La mia città                 | Ambrogio Lo Giudice |
| 1993 | Ci stiamo sbagliando         | Ambrogio Lo Giudice |
| 1993 | Fragole buone buone          | Ambrogio Lo Giudice |
| 1993 | Sarà un uomo                 | Ambrogio Lo Giudice |
| 1993 | Farfallina                   | Ambrogio Lo Giudice |
| 1993 | Vieni a vivere con me        | Ambrogio Lo Giudice |
| 1993 | Silvia lo sai                | Ambrogio Lo Giudice |
| 1993 | Persone silenziose           | Ambrogio Lo Giudice |
| 1993 | Il punto                     | Ambrogio Lo Giudice |
| 1993 | Primavera                    | Ambrogio Lo Giudice |
| 1993 | Le storie d'amore            | Ambrogio Lo Giudice |
| 1993 | L'amore che cos'è            | Ambrogio Lo Giudice |
| 1993 | Siamo le stelle del cielo    | Ambrogio Lo Giudice |
| 1993 | Ci vuole un fisico bestiale  | Ambrogio Lo Giudice |
| 1993 | Mare mare (Bologna-Riccione) | Ambrogio Lo Giudice |

Altri video live
| Anno | Titolo               | Regista             |
| ---- | -------------------- | ------------------- |
| 1996 | Non'è                | Ambrogio Lo Giudice |
| 1996 | Pregare per il mondo | Ambrogio Lo Giudice |

### Video musicali
| Anno | Titolo                                                          | Regista/i                     |
| ---- | --------------------------------------------------------------- | ----------------------------- |
| 1984 | Ci stiamo sbagliando                                            | Ambrogio Lo Giudice           |
| 1985 | Fragole buone buone                                             | Ambrogio Lo Giudice           |
| 1985 | Sarà un uomo                                                    | Ambrogio Lo Giudice           |
| 1987 | Silvia lo sai                                                   | Ambrogio Lo Giudice           |
| 1987 | Vieni a vivere con me                                           | Ambrogio Lo Giudice           |
| 1988 | Lungomare                                                       | Ambrogio Lo Giudice           |
| 1989 | Primavera                                                       | Ambrogio Lo Giudice           |
| 1990 | Persone silenziose                                              | Ambrogio Lo Giudice           |
| 1992 | Ci vuole un fisico bestiale                                     | Ambrogio Lo Giudice           |
| 1992 | Le storie d'amore                                               | Ambrogio Lo Giudice           |
| 1993 | Faccio i conti con te                                           | Ambrogio Lo Giudice           |
| 1993 | Il mio cuore fa ciock                                           | Ambrogio Lo Giudice           |
| 1995 | Inno nazionale                                                  | Alex Infascelli               |
| 1995 | Non è                                                           | Luca Carboni                  |
| 1996 | Virtuale                                                        | Alex Infascelli               |
| 1998 | Le ragazze                                                      | Ambrogio Lo Giudice           |
| 1998 | Colori [versione I/II]                                          | Sergio Pappalettera           |
| 1999 | La mia ragazza                                                  | Francesco Fei                 |
| 2001 | Mi ami davvero                                                  | Luca Merli                    |
| 2003 | La nostra storia                                                | Luca Merli                    |
| 2003 | Settembre                                                       | Cosimo Alemà                  |
| 2006 | Malinconia                                                      | Marco Pavone                  |
| 2006 | Lampo di vita                                                   | Fabio Luongo                  |
| 2006 | Le band                                                         | Gaetano Morbioli              |
| 2006 | Sto pensando                                                    | Marco Pavone                  |
| 2006 | La mia isola                                                    | Marco Pavone                  |
| 2007 | C'è                                                             | Fabio Luongo                  |
| 2009 | Ho visto anche degli zingari felici (feat. Riccardo Sinigallia) | Matteo Chiarello              |
| 2009 | Raggio di sole                                                  | Matteo Chiarello              |
| 2009 | Eppure soffia                                                   | Matteo Chiarello              |
| 2011 | Fare le valigie                                                 | Leandro Manuel Emede          |
| 2011 | Cazzo che bello l'amore                                         | Michele Lugaresi              |
| 2012 | Per tutto il tempo                                              | Giuseppe La Spada             |
| 2013 | Fisico & politico (feat. Fabri Fibra)                           | Fabio Jansen                  |
| 2013 | Persone silenziose (feat. Tiziano Ferro)                        | Fabio Jansen                  |
| 2014 | C'è sempre una canzone                                          | Fabio Jansen                  |
| 2015 | Luca lo stesso                                                  | Cosimo Alemà                  |
| 2016 | Bologna è una regola                                            | YouNuts!                      |
| 2016 | Happy                                                           | Gaetano Morbioli              |
| 2016 | Milano [versione I/II]                                          | Trilathera                    |
| 2018 | Una grande festa                                                | YouNuts!                      |
| 2018 | Io non voglio                                                   | Matteo Bombarda, Davide Spina |
| 2019 | Ogni cosa che tu guardi                                         | Marino Cecada                 |
| 2019 | Prima di partire (feat. Giorgio Poi)                            |                               |
| 2020 | La canzone dell'estate                                          | Davide Spina, Matteo Bombarda |

#### Partecipazioni in videoclip di altri artisti
| Anno | Titolo                   | Artista                             | Regista/i                                |
| ---- | ------------------------ | ----------------------------------- | ---------------------------------------- |
| 2009 | Domani                   | Artisti Uniti per l'Abruzzo         | Ambrogio Lo Giudice                      |
| 2014 | I baci vietati           | Perturbazione feat. Luca Carboni    | Lorenzo Vignolo                          |
| 2016 | Via da qui               | Jake La Furia feat. Luca Carboni    | Trilathera                               |
| 2016 | Il mio cuore fa ciock    | IACO feat. Luca Carboni             | Carlo Roberti                            |
| 2019 | C'è da fare              | Kessisoglu & Friends per Genova     | Lele Biscussi, Gianluca "Calu" Montesano |
| 2020 | Canzone sbagliata        | Danti feat. Shade e Luca Carboni    | Flavio Caruso, Maccio Capatonda          |
| 2020 | Ma il cielo è sempre blu | Italian Allstar 4 Life              | Mauro Russo                              |
| 2021 | Uomonero                 | Mara Redeghieri feat. Luca Carboni  | Arturo Bertusi                           |
| 2024 | San Luca                 | Cesare Cremonini feat. Luca Carboni | Ivan D'Ignoti                            |

## Duetti
Duetti incisi su album
| Anno | Titolo | Duetto con artista                            | Album                                                                          |
| ---- | --- | --------------------------------------------- | ------------------------------------------------------------------------------ |
| 1992 | Vedo risorgere il sole | Jovanotti                                     | Diario Carboni, (1993)                                                         |
| 1992 | Mix 1992 (Le storie d'amore+Puttane e spose)                                                                                    | Jovanotti                                     | • Diario Carboni, (1993) • Backup - Lorenzo 1987-2012 (Deluxe Edition), (2012) |
| 1992 | O è Natale tutti i giorni... | Jovanotti                                     | Diario Carboni, (1993)                                                         |
| 1992 | Spider | Ugo Rapezzi                                   | Diario Carboni, (1993)                                                         |
| 1993 | Bianche raffiche di vita | Mario Lavezzi, Mango e Valente                | Voci 2 (8003927138339)                                                         |
| 1996 | Alzando gli occhi al cielo | Jovanotti                                     | Live, (2003)                                                                   |
| 1996 | Ex T.Blu (duetto virtuale) | Alessio Bertallot                             | Live, (2003)                                                                   |
| 1997 | Mare mare (Bologna-Riccione) (Ionian Radio Mix) (versione greca)                                                                | Stefanos Korkolis                             | Mare Mare Remix (Album singolo)                                                |
| 1997 | Mare mare (Bologna-Riccione) (Ionian Extended mix) (versione greca)                                                             | Stefanos Korkolis                             | Mare Mare Remix (Album singolo)                                                |
| 2000 | Le tue ali Bologna | Andrea Mingardi, Lucio Dalla & Gianni Morandi | Album singolo Le tue ali Bologna                                               |
| 2000 | Gig 2000 (in dialetto bolognese)                                                                                                | Andrea Mingardi                               | Ciao Ragàz (5099750187920)                                                     |
| 2002 | La sonnolenza provoca dipendenza                                                                                                | Skiantos                                      | Doppia dose                                                                    |
| 2002 | Mi ami davvero | Jovanotti                                     | Live, (2003)                                                                   |
| 2006 | Pensieri al tramonto | Tiziano Ferro                                 | ...le band si sciolgono                                                        |
| 2008 | Ci vuole un fisico bestiale (a cappella)                                                                                        | Neri per Caso                                 | Angoli diversi                                                                 |
| 2009 | Ho visto anche degli zingari felici                                                                                             | Riccardo Sinigallia                           | Musiche ribelli                                                                |
| 2009 | La casa di Hilde | Riccardo Sinigallia                           | Musiche ribelli                                                                |
| 2011 | L'elemento umano (breve apparizione)                                                                                            | Jovanotti                                     | Ora                                                                            |
| 2011 | Mare mare (Bologna-Riccione) (Video Live, concerto di Jovanotti, Ora Tour 2011, Arena di Verona, 17 settembre)                  | Jovanotti Cesare Cremonini                    | Ora (0602527876993 Deluxe Edition 2CD+2DVD)                                    |
| 2011 | La mia moto (Video Live, concerto di Jovanotti, Ora Tour 2011, Arena di Verona, 17 settembre)                                   | Jovanotti Cesare Cremonini                    | Ora (0602527876993 Deluxe Edition 2CD+2DVD)                                    |
| 2012 | Però quasi | Freak Antoni                                  | Però quasi                                                                     |
| 2012 | Far finta di essere sani (Live)                                                                                                 | Riccardo Sinigallia                           | Per Gaber... io ci sono (album tributo a Giorgio Gaber, versione digitale)     |
| 2013 | I baci vietati | Perturbazione                                 | Musica X                                                                       |
| 2013 | Fisico & politico | Fabri Fibra                                   | Fisico & politico                                                              |
| 2013 | Fisico & politico (Pinaxa Version)                                                                                              | Fabri Fibra                                   | Fisico & politico                                                              |
| 2013 | Persone silenziose | Tiziano Ferro                                 | Fisico & politico                                                              |
| 2013 | Vieni a vivere con me | Elisa                                         | Fisico & politico                                                              |
| 2013 | Ci vuole un fisico bestiale | Jovanotti                                     | Fisico & politico                                                              |
| 2013 | Farfallina | Alice                                         | Fisico & politico                                                              |
| 2013 | Inno nazionale | Miguel Bosé                                   | Fisico & politico                                                              |
| 2013 | Silvia lo sai | Franco Battiato                               | Fisico & politico                                                              |
| 2013 | Primavera | Biagio Antonacci                              | Fisico & politico                                                              |
| 2013 | Mare mare (Bologna-Riccione) | Cesare Cremonini                              | Fisico & politico                                                              |
| 2013 | Gli autobus di notte | Samuele Bersani                               | Fisico & politico                                                              |
| 2014 | Da lontano | Alice Paolo Fresu                             | Weekend                                                                        |
| 2015 | Canzone (cover di Lucio Dalla, Live, concerto di Samuele Bersani, Plurale unico, Auditorium Parco della Musica, 30 maggio 2015) | Samuele Bersani                               | La fortuna che abbiamo (Live) (2016)                                           |
| 2016 | Fuori da qui | Jake La Furia                                 | Fuori da qui                                                                   |
| 2016 | Falco a metà | Gianluca Grignani                             | Una strada in mezzo al cielo                                                   |
| 2016 | Il mio cuore fa ciock | Squalo Iaco                                   | Marco e basta                                                                  |
| 2016 | Come la neve | Boosta                                        | La stanza intelligente                                                         |
| 2017 | Uomo nero | Mara Redeghieri                               | Recidiva                                                                       |
| 2018 | Facile | Lo Stato Sociale                              | Primati                                                                        |
| 2018 | Quale allegria (Live) | Ron                                           | Lucio!! (2019)                                                                 |
| 2018 | Imparare dal vento | Tiromancino                                   | Fino a qui                                                                     |
| 2018 | Esser duri | Marco Armani                                  | Con le mie parole                                                              |
| 2019 | Prima di partire | Giorgio Poi                                   | • Sputnik (versione digitale) • Radio Italia Summer Hits 2019                  |
| 2020 | Canzone delle osterie di fuori porta                                                                                            | Samuele Bersani                               | Note di viaggio - Capitolo 1: Venite avanti                                    |
| 2020 | Vaffanculo | Marco Masini                                  | Masini +1 30th Anniversary                                                     |
| 2020 | Canzone sbagliata | Danti e Shade                                 | Radio Italia Summer Hits 2020                                                  |
| 2024 | San Luca | Cesare Cremonini                              | Alaska Baby                                                                    |

Duetti per iniziative benefiche
| Anno | Titolo                   | Duetto con artista              | Descrizione | Album                                                  |
| ---- | ------------------------ | ------------------------------- | --- | ------------------------------------------------------ |
| 2005 | Anima                    | Ron                             | Inserito nell'album con duetti di vari artisti realizzato per devolvere i proventi all'AISLA, Associazione Italiana Sclerosi Laterale Amiotrofica                        | Ma quando dici amore (allegato al Corriere della Sera) |
| 2009 | Domani 21/04.2009        | Artisti Uniti per l'Abruzzo     | Registrato il 21 aprile nello studio Officine Meccaniche di Mauro Pagani Realizzato per devolvere i proventi alle popolazioni colpite dal Terremoto dell'Aquila del 2009 | Album singolo Domani 21/04.2009                        |
| 2019 | C'è da fare              | Kessisoglu & Friends per Genova | Realizzato per devolvere fondi alla comunità colpita dalla tragedia del crollo del Viadotto Polcevera                                                                    | Album singolo C'è da fare                              |
| 2020 | Ma il cielo è sempre blu | Italian Allstars 4 Life         | Realizzato per devolvere fondi alla Croce Rossa Italiana durante l'emergenza COVID-19                                                                                    | versione digitale                                      |

## Autore per altri cantanti
| Anno | Titolo                                                 | Autore con artista                             | Autore per artista | Album                          |
| ---- | ------------------------------------------------------ | ---------------------------------------------- | ------------------ | ------------------------------ |
| 1982 | Navigando controvento                                  | Gaetano Curreri, Giovanni Pezzoli, Lucio Dalla | Stadio             | Stadio                         |
| 1984 | Allo stadio                                            | Gaetano Curreri                                | Stadio             | La faccia delle donne          |
| 1984 | Dentro le scarpe                                       | Gaetano Curreri                                | Stadio             | La faccia delle donne          |
| 1984 | C'è                                                    | Fabio Liberatori                               | Stadio             | La faccia delle donne          |
| 1984 | Ti senti sola                                          | Gaetano Curreri, Ron, Fabio Liberatori         | Stadio             | La faccia delle donne          |
| 1984 | Non sai cos'è                                          | Gaetano Curreri                                | Stadio             | La faccia delle donne          |
| 1984 | Vedovo Armando e signora                               | Gaetano Curreri                                | Stadio             | Chiedi chi erano i Beatles     |
| 1984 | Vorrei                                                 | Lucio Dalla, Fabio Liberatori                  | Stadio             | Chiedi chi erano i Beatles     |
| 1984 | Ba... ba... ballando                                   | Gaetano Curreri                                | Stadio             | Chiedi chi erano i Beatles     |
| 1984 | La mattina                                             | Gaetano Curreri, Lucio Dalla, Ricky Portera    | Stadio             | Chiedi chi erano i Beatles     |
| 1984 | Solo con l'anima mia                                   | Ron                                            | Marco Armani       | Solo con l'anima mia           |
| 1986 | Non c'è posto                                          | Gaetano Curreri                                | Stadio             | Canzoni alla radio             |
| 1986 | Canzoni alla radio                                     | Gaetano Curreri, Ricky Portera                 | Stadio             | Canzoni alla radio             |
| 1989 | Puoi fidarti di me                                     | Gaetano Curreri                                | Stadio             | Puoi fidarti di me             |
| 1990 | Piccola maga                                           | -                                              | Angela Baraldi     | Viva                           |
| 1991 | Pelle a pelle                                          | Gaetano Curreri, Bruno Mariani                 | Stadio             | Siamo tutti elefanti inventati |
| 1992 | Libero di cambiare                                     | Gaetano Curreri, Jovanotti, Saverio Grandi     | Stadio             | Stabiliamo un contatto         |
| 1994 | Esser duri                                             | Marco Armani                                   | Marco Armani       | Esser duri                     |
| 1994 | Io e Maria                                             | -                                              | Paola Turci        | Ragazze                        |
| 1996 | Happy family                                           | Biagio Antonacci                               | Biagio Antonacci   | Il mucchio                     |
| 2004 | Pelle a pelle                                          | Gaetano Curreri, Bruno Mariani                 | Senhit             | Album singolo La cosa giusta   |
| 2012 | Bella                                                  | Fabio Liberatori                               | Stadio             | 30 I nostri anni               |
| 2014 | Amarti da qui                                          | -                                              | Michele Bravi      | A passi piccoli                |
| 2015 | Se io fossi te                                         | -                                              | Marco Mengoni      | Parole in circolo              |
| 2015 | For You I Will (versione inglese di Se io fossi te)    | -                                              | Marco Mengoni      | download digitale Tim Music    |
| 2015 | Allì donde estés (versione spagnola di Se io fossi te) | -                                              | Marco Mengoni      | Liberando palabras             |

## Colonne sonore
| Anno | Canzone                     | Genere               | Titolo                                       |
| ---- | --------------------------- | -------------------- | -------------------------------------------- |
| 2007 | Malinconia                  | Film                 | Notte prima degli esami - Oggi               |
| 2016 | Happy                       | Emittente televisiva | Sky Sport, Campionato europeo di calcio 2016 |
| 2019 | Ci vuole un fisico bestiale | film                 | Se mi vuoi bene                              |